# Loison-sous-Lens
Pour les articles homonymes, voir Loison.
Loison-sous-Lens est une commune française située dans le département du Pas-de-Calais en région Hauts-de-France. Ses habitants sont appelés les Loisonnais. La commune est membre de la communauté d'agglomération de Lens-Liévin.
La commune de Loison-sous-Lens (nom officiel depuis 1801), située dans le sud-est du département du Pas-de-Calais, bordée par le canal de Lens et limitrophe de la commune de Lens, est une commune du bassin minier du Nord-Pas-de-Calais. C'est une commune de type grand centre urbain selon l'Insee, appartenant à l'unité urbaine de Douai-Lens, avec une population de 5 202 habitants au dernier recensement de 2022. 
À la suite de la Première Guerre mondiale et des destructions subies, la commune est décorée de la croix de guerre 1914-1918.

## Géographie

### Localisation
Localisée dans le sud-est du département du Pas-de-Calais, Loison-sous-Lens est une commune périurbaine du bassin minier du Nord-Pas-de-Calais bordée, au sud, par le canal de Lens et limitrophe, au sud-ouest, de la commune de Lens (chef-lieu d'arrondissement).
Le territoire de la commune est limitrophe de ceux de six communes.
Les communes limitrophes sont Annay, Harnes, Lens, Noyelles-sous-Lens, Sallaumines et Vendin-le-Vieil.

### Géologie et relief
La superficie de la commune est de 3,55 km2 ; son altitude varie de 24  à   48 m.

### Hydrographie
La commune, située dans le bassin Artois-Picardie, est, selon le Service d'administration nationale des données et référentiels sur l'eau (Sandre), drainée par deux cours d'eau :
- le canal de Lens, d'une longueur de 9,41 km, qui prend sa source dans la commune de Lens et se jette dans le canal de la Deûle au niveau de la commune de Courrières[4] ;

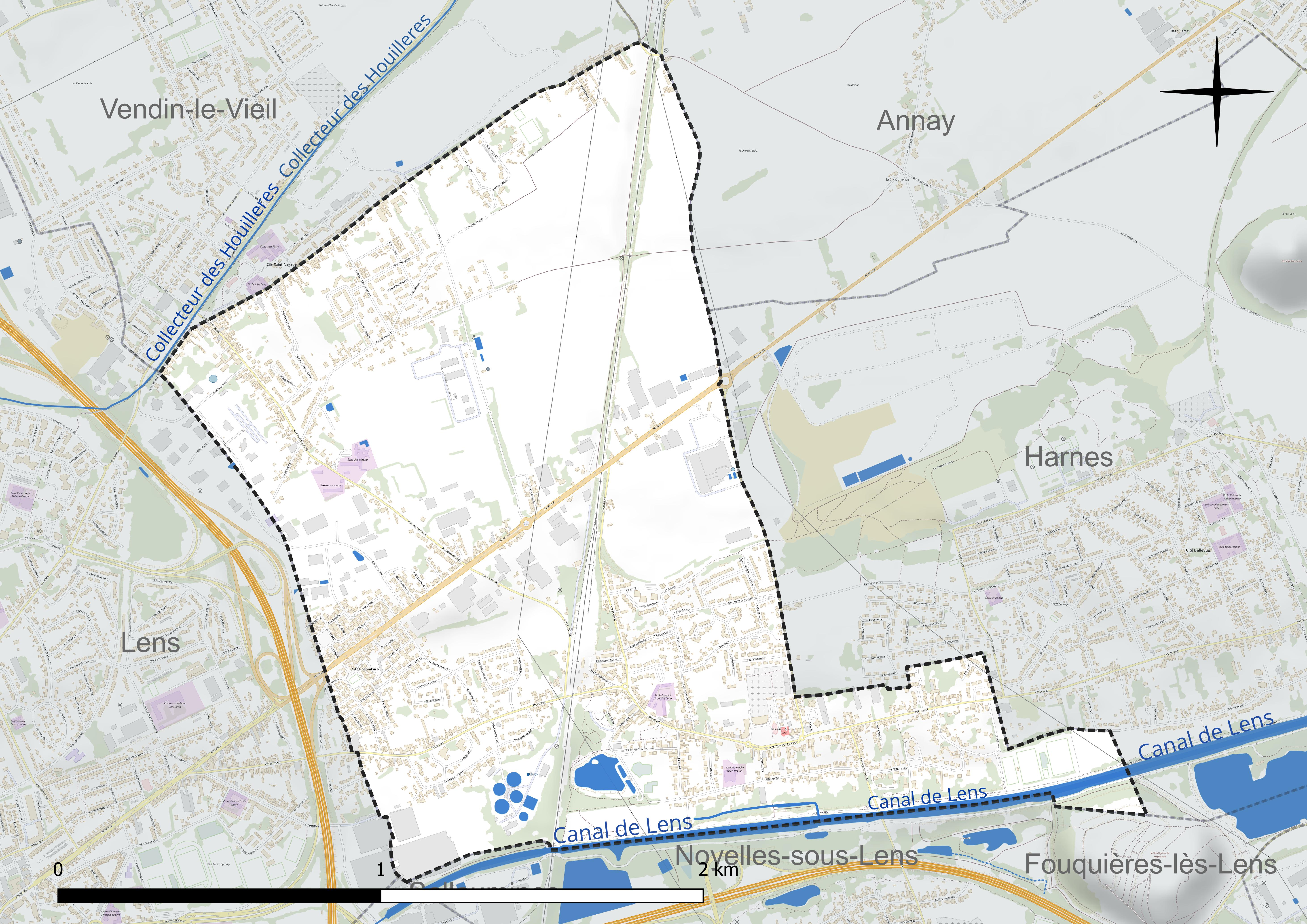
Réseau hydrographique de Loison-sous-Lens.

- le Collecteur des Houillères, d'une longueur de 7,79 km qui prend sa source dans la commune de Lens et se jette dans le canal de la Deûle au niveau de la commune de Vendin-le-Vieil[5].

### Climat
Pour des articles plus généraux, voir Climat des Hauts-de-France et Climat du Nord-Pas-de-Calais.
En 2010, le climat de la commune est de type climat océanique dégradé des plaines du Centre et du Nord, selon une étude du Centre national de la recherche scientifique (CNRS) s'appuyant sur une série de données couvrant la période 1971-2000. En 2020, Météo-France publie une typologie des climats de la France métropolitaine dans laquelle la commune est exposée à un climat océanique et est dans la région climatique Nord-est du bassin Parisien, caractérisée par un ensoleillement médiocre, une pluviométrie moyenne régulièrement répartie au cours de l’année et un hiver froid (3 °C).
Pour la période 1971-2000, la température annuelle moyenne est de 10,5 °C, avec une amplitude thermique annuelle de 14,4 °C. Le cumul annuel moyen de précipitations est de 698 mm, avec 12 jours de précipitations en janvier et 8,5 jours en juillet. Pour la période 1991-2020, la température moyenne annuelle observée sur la station météorologique la plus proche, située sur la commune de Douai à 17 km à vol d'oiseau, est de 11,0 °C et le cumul annuel moyen de précipitations est de 729,2 mm,. Pour l'avenir, les paramètres climatiques de la commune estimés pour 2050 selon différents scénarios d'émission de gaz à effet de serre sont consultables sur un site dédié publié par Météo-France en novembre 2022.

### Milieux naturels et biodiversité
L’Inventaire national du patrimoine naturel (INPN) recense plusieurs espèces faunistiques et floristiques sur le territoire de la commune dont certaines sont protégées et d’autres menacées et quasi-menacées.

## Urbanisme

### Typologie
Au 1er janvier 2024, Loison-sous-Lens est catégorisée grand centre urbain, selon la nouvelle grille communale de densité à sept niveaux définie par l'Insee en 2022.
Elle appartient à l'unité urbaine de Douai-Lens, une agglomération inter-départementale regroupant 67  communes, dont elle est une commune de la banlieue,,. Par ailleurs la commune fait partie de l'aire d'attraction de Lens - Liévin, dont elle est une commune du pôle principal,. Cette aire, qui regroupe 50 communes, est catégorisée dans les aires de 200 000 à moins de 700 000 habitants,.

### Occupation des sols
L'occupation des sols de la commune, telle qu'elle ressort de la base de données européenne d’occupation biophysique des sols Corine Land Cover (CLC), est marquée par l'importance des territoires artificialisés (73,8 % en 2018), en augmentation par rapport à 1990 (68 %). La répartition détaillée en 2018 est la suivante : 
zones urbanisées (54,3 %), terres arables (20,9 %), zones industrielles ou commerciales et réseaux de communication (18,5 %), zones agricoles hétérogènes (5,4 %), mines, décharges et chantiers (1 %). L'évolution de l’occupation des sols de la commune et de ses infrastructures peut être observée sur les différentes représentations cartographiques du territoire : la carte de Cassini (XVIIIe siècle), la carte d'état-major (1820-1866) et les cartes ou photos aériennes de l'IGN pour la période actuelle (1950 à aujourd'hui).

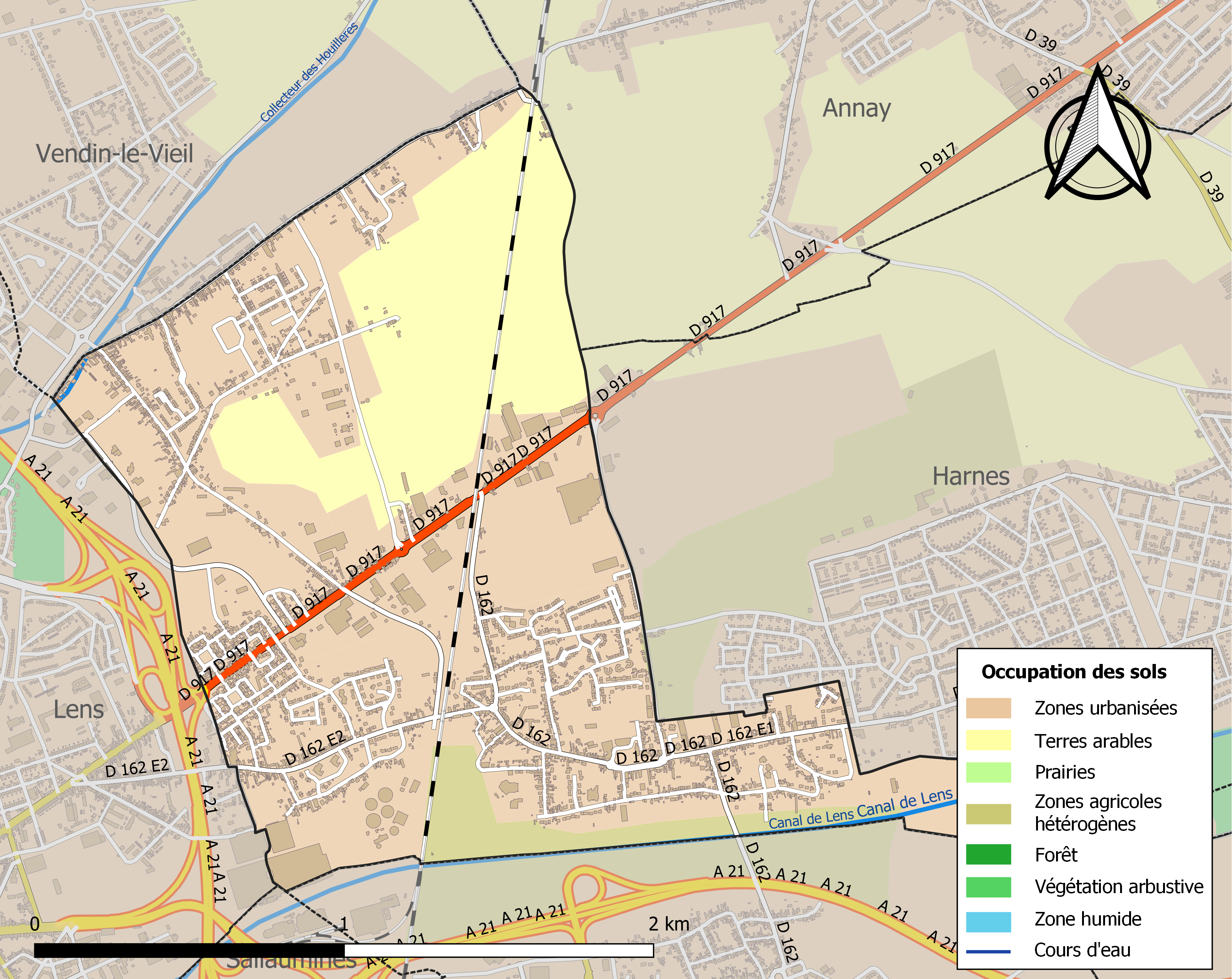
Carte des infrastructures et de l'occupation des sols de la commune en 2018 (CLC).

### Logement
En 2022, le nombre total de logements dans la commune était de 2 396, alors qu'il était de 2 365 en 2016 et de 2 237 en 2011
, soit une progression du nombre total de logements de 7,1 % depuis 2011.
Parmi ces 2 396 logements, 95,1 % étaient des résidences principales, (soit 2 278 logements), 0,3 % des résidences secondaires et 4,6 % des logements vacants. Ces logements étaient pour 86,4 % d'entre eux des maisons individuelles et pour 13,5 % des appartements.
Sur les 2 278 résidences principales, 61,1 % sont occupées par des propriétaires, 37,4 % par des locataires et 1,5 % par des personnes logées gratuitement.
Le tableau ci-dessous présente la typologie des logements à Loison-sous-Lens en 2022 en comparaison avec celle du Pas-de-Calais et de la France entière. Une caractéristique marquante du parc de logements est ainsi la faible proportion des résidences secondaires et logements occasionnels (0,3 %) par rapport au département (6,6 %) et à la France entière (9,7 %) ainsi que d'une proportion de logements vacants (4,6 %) inférieure à celle du département (7,2 %) et de la France entière (8 %).
| Typologie                                               | Loison-sous-Lens | Pas-de-Calais | France entière |
| ------------------------------------------------------- | ---------------- | ------------- | -------------- |
| Résidences principales (en %)                           | 95,1             | 86,2          | 82,3           |
| Résidences secondaires et logements occasionnels (en %) | 0,3              | 6,6           | 9,7            |
| Logements vacants (en %)                                | 4,6              | 7,2           | 8              |

### Voies de communication et transports
La commune est desservie par l'ex-RN 17 (actuelle RD 917) et est aisément accessible par l'autoroute A21.
Elle est située sur la ligne de Lens à Don - Sainghin où se trouve la gare de Loison-sous-Lens du réseau TER Hauts-de-France.

## Toponymie
Le nom de la localité est attesté sous les formes Loyson en 972 ; Oisons en 1106 ; Loiso en 1210 ; Loysons en 1296 ; Loissons au XIIIe siècle ; Loisons en 1406 ; Loison-lez-Harnes en 1515 ; Loison en 1793 ; Loison et Loison-sous-Lens depuis 1801.

## Histoire

### Première Guerre mondiale
Lors de la Première Guerre mondiale, le bourg est considéré comme détruit à la fin de la guerre et est décoré de la croix de guerre 1914-1918, le 25 septembre 1920, distinction également attribuée à 276 autres communes du Pas-de-Calais,.

### Années 1920
Loison a accueilli, comme de nombreux autres communes du reste du bassin minier régional, des mineurs et leurs familles venus dans le cadre de l'immigration polonaise dans le Nord de la France dans les années 1920.

### Seconde Guerre mondiale
La ville est occupée par l'Allemagne nazie pendant la Seconde Guerre mondiale, quand démarre non loin à Montigny-en-Gohelle, dans le Pas-de-Calais, à la fosse 7 de la Compagnie des mines de Dourges, que la Grève patriotique des cent mille mineurs du Nord-Pas-de-Calais en mai-juin 1941 a démarré, avec Émilienne Mopty et Michel Brulé (1912-1942), privant les Allemands de 93 000 tonnes de charbon pendant près de 2 semaines. C'est l'un des premiers actes de résistance collective à l'occupation nazie en France et le plus important en nombre, qui se solda par 414 arrestations en 3 vagues, la déportation de 270 personnes, 130 mineurs étant par ailleurs fusillés à la Citadelle d'Arras. Après-guerre, la commune est aussi au centre de trois événements nationaux, la bataille de la production (1945-1947), suivie des grève des mineurs de 1947 et celles de 1948.

## Politique et administration

### Découpage territorial
La commune se trouve depuis 1962 dans l'arrondissement de Lens du département du Pas-de-Calais.

#### Commune et intercommunalités
Loison-sous-Lens fait partie de la  communauté d'agglomération de Lens-Liévin créée en 2000 et qui succédait à un district né en 1968. Elle regroupe 36 communes et compte 242 587 habitants en 2021.

#### Circonscriptions administratives
La commune faisait partie de 1793 à 1904 du canton de Lens, année où elle intègre le canton de Lens-Est. En  1962, ce canton est scindé et Loison-sous-Lens rattachée au canton de Lens-Nord-Est. Dans le cadre du redécoupage cantonal de 2014 en France, la commune est désormais rattaché au canton de Lens, qui compte 3 communes.

#### Circonscriptions électorales
Pour l'élection des députés, la commune fait partie depuis 2012 de la troisième circonscription du Pas-de-Calais.

### Élections municipales et communautaires

#### Élections municipales 2020
- Maire sortant : Daniel Kruszka (PS)
- 29 sièges à pourvoir au conseil municipal (population légale 2017 : 5 410 habitants)
- 2 sièges à pourvoir au conseil communautaire (CA de Lens-Liévin)

| Tête de liste            | Tête de liste      | Liste | Premier tour | Premier tour | Sièges | Sièges |
| Tête de liste            | Tête de liste      | Liste | Voix         | %            | CM     | CC     |
| ------------------------ | ------------------ | ----- | ------------ | ------------ | ------ | ------ |
|                          | Daniel Kruszka     | PS    | 1 184        | 75,60        | 26     | 2      |
|                          | David Penetticobra |       | 382          | 24,39        | 3      | 0      |
|                          |                    |       |              |              |        |        |
| Votes valides            |                    |       |              |              |        |        |
| Votes blancs             |                    |       |              |              |        |        |
| Votes nuls               |                    |       |              |              |        |        |
| Total                    | Total              | Total |              | 100          |        |        |
| Abstention               |                    |       |              |              |        |        |
| Inscrits / participation |                    |       |              |              |        |        |

#### Liste des maires
| Période                                  | Période                   | Identité        | Étiquette | Qualité |
| ---------------------------------------- | ------------------------- | --------------- | --------- | --- |
| Les données manquantes sont à compléter. |                           |                 |           | |
| mai 1935                                 | 1945                      | Lucien Harmant  | SFIO      | Industriel |
| Les données manquantes sont à compléter. |                           |                 |           | |
| 1947                                     | mai 1976                  | Lucien Harmant  | SFIO      | Industriel Conseiller général de Lens-Nord-Est (1961 → 1967) Député du Pas-de-Calais (1966 → 1967) Décédé en fonction                                                 |
| Les données manquantes sont à compléter. |                           |                 |           | |
| ca. 1983                                 | 1986                      | Robert Blomme   | PS        | Secrétaire |
| 1986                                     | décembre 1999             | Bernard Barbery | PS        | Professeur de mathématiques, maire honoraire Chevalier de l'Ordre national du Mérite et des Palmes académiques Démissionnaire                                         |
| janvier 2000                             | En cours (au 18 mai 2020) | Daniel Kruszka  | PS        | Cadre socio-éducatif Conseiller départemental de Lens (2021 → ) Vice-président de la CA de Lens-Liévin Réélu pour le mandat 2014-2020, Réélu pour le mandat 2020-2026 |

## Équipements et services publics

### Enseignement
La commune est située dans l'académie de Lille et dépend, pour les vacances scolaires, de la zone B.
Elle dispose de quatre établissements scolaires : deux écoles maternelles et deux écoles élémentaires.

### Justice, sécurité, secours et défense
La commune dépend du tribunal de proximité de Lens, du conseil de prud'hommes de Lens, du tribunal judiciaire de Béthune, de la cour d'appel de Douai, du tribunal de commerce d'Arras, du tribunal administratif de Lille, de la cour administrative d'appel de Douai, du pôle nationalité du tribunal judiciaire de Béthune et du tribunal pour enfants de Béthune.

## Population et société

### Démographie
Les habitants sont appelés les Loisonnais.

#### Évolution démographique
L'évolution du nombre d'habitants est connue à travers les recensements de la population effectués dans la commune depuis 1793. Pour les communes de moins de 10 000 habitants, une enquête de recensement portant sur toute la population est réalisée tous les cinq ans, les populations de référence des années intermédiaires étant quant à elles estimées par interpolation ou extrapolation. Pour la commune, le premier recensement exhaustif entrant dans le cadre du nouveau dispositif a été réalisé en 2006.

En 2022, la commune comptait 5 202 habitants, en évolution de −3,97 % par rapport à 2016 (Pas-de-Calais : −0,72 %, France hors Mayotte : +2,11 %).
| 1793 | 1800 | 1806 | 1821 | 1831 | 1836 | 1841 | 1846 | 1851 |
| ---- | ---- | ---- | ---- | ---- | ---- | ---- | ---- | ---- |
| 340  | 298  | 348  | 374  | 408  | 403  | 397  | 394  | 391  |

| 1856 | 1861 | 1866 | 1872 | 1876 | 1881 | 1886 | 1891 | 1896  |
| ---- | ---- | ---- | ---- | ---- | ---- | ---- | ---- | ----- |
| 409  | 428  | 470  | 524  | 540  | 648  | 793  | 876  | 1 211 |

| 1901  | 1906  | 1911  | 1921  | 1926  | 1931  | 1936  | 1946  | 1954  |
| ----- | ----- | ----- | ----- | ----- | ----- | ----- | ----- | ----- |
| 1 460 | 1 527 | 1 748 | 1 538 | 3 245 | 3 494 | 3 349 | 3 732 | 5 026 |

| 1962  | 1968  | 1975  | 1982  | 1990  | 1999  | 2006  | 2011  | 2016  |
| ----- | ----- | ----- | ----- | ----- | ----- | ----- | ----- | ----- |
| 5 099 | 5 223 | 4 802 | 5 022 | 5 688 | 5 579 | 5 544 | 5 229 | 5 417 |

| 2021  | 2022  | - | - | - | - | - | - | - |
| ----- | ----- | - | - | - | - | - | - | - |
| 5 255 | 5 202 | - | - | - | - | - | - | - |

#### Pyramide des âges
En 2022, le taux de personnes d'un âge inférieur à 30 ans s'élève à 35,5 %, soit en dessous de la moyenne départementale (35,9 %), et le taux de personnes d'âge supérieur à 60 ans est de 25,9 % la même année, légèrement supérieur celui au niveau départemental (25,8 %).
En 2022, la commune comptait 2 505 hommes pour 2 697 femmes, soit un taux de 51,85 % de femmes, supérieur au taux départemental (51,59 %).
Les pyramides des âges de la commune et du département s'établissent comme suit :
| Hommes | Classe d’âge | Femmes |
| ------ | ------------ | ------ |
| 0,4    | 90 ou +      | 1,1    |
| 5,1    | 75-89 ans    | 7,6    |
| 17,4   | 60-74 ans    | 20,2   |
| 19,0   | 45-59 ans    | 18,0   |
| 21,0   | 30-44 ans    | 19,2   |
| 17,2   | 15-29 ans    | 16,6   |
| 19,9   | 0-14 ans     | 17,4   |

| Hommes | Classe d’âge | Femmes |
| ------ | ------------ | ------ |
| 0,5    | 90 ou +      | 1,6    |
| 5,6    | 75-89 ans    | 8,9    |
| 16,7   | 60-74 ans    | 18,1   |
| 20,2   | 45-59 ans    | 19,2   |
| 18,9   | 30-44 ans    | 18,1   |
| 18,2   | 15-29 ans    | 16,2   |
| 19,9   | 0-14 ans     | 17,9   |

## Économie

### Revenus de la population et fiscalité
En 2021, la commune compte 2 160 ménages fiscaux, regroupant 4 967 personnes.
Le revenu fiscal médian par ménage, le taux de pauvreté des ménages et la part des ménages fiscaux imposés de la commune, du département du Pas-de-Calais et de la métropole sont les suivants :
- le revenu fiscal médian par ménage de la commune est de 19 240 €, inférieur à celui du département du Pas-de-Calais (20 720 €) et inférieur à celui de la France métropolitaine (23 080 €)[Insee 13],[Insee 14],[Insee 15] ;
- le taux de pauvreté des ménages de la commune est de 21 %, de 18,4 % au niveau du département et de 14,9 % au niveau de la métropole[Insee 16],[Insee 17],[Insee 18] ;
- la part des ménages fiscaux imposés dans la commune est de 39 %, de 44,1 % au niveau du département et de 53,4 % au niveau de la métropole[Insee 13],[Insee 14],[Insee 15].

### Emploi
|                       | 2011   | 2016   | 2022   |
| --------------------- | ------ | ------ | ------ |
| Commune               | 17,7 % | 21,2 % | 15,9 % |
| Département           | 11,3 % | 13,7 % | 11,2 % |
| France métropolitaine | 11,6 % | 13,7 % | 11,7 % |

En 2022, la population âgée de 15 à 64 ans s'élève à 3 219 personnes, parmi lesquelles on compte 70,6 % d'actifs (59,4 % ayant un emploi et 11,2 % de chômeurs) et 29,4 % d'inactifs,. En 2022, le taux de chômage communal (au sens du recensement) des 15-64 ans est supérieur à celui du département et supérieur à celui de la France métropolitaine.
La commune fait partie du pôle principal de l'aire d'attraction de Lens - Liévin,. Elle compte 1 666 emplois en 2022, contre 1 419 en 2016 et 1 309 en 2011. Le nombre d'actifs ayant un emploi résidant dans la commune est de 1 926, soit un indicateur de concentration d'emploi de 86,5 et un taux d'activité parmi les 15 ans ou plus de 54,0 %.
Sur ces 1 926 actifs de 15 ans ou plus ayant un emploi, 1 673 travaillent dans la commune, soit 87 % des habitants. Pour se rendre au travail, 87,3 % des habitants utilisent une voiture, un camion ou une fourgonnette, 3,7 % les transports en commun, 6,5 % s'y rendent en deux-roues motorisé, à vélo ou à pied et 2,4 % n'ont pas besoin de transport (travail au domicile).

### Entreprises et commerces

#### Activités hors agriculture
278 établissements marchands non agricoles sont économiquement actifs en 2022 à Loison-sous-Lens,,.
| Secteur d'activité                                                                                        | Commune | Commune | Département |
| Secteur d'activité                                                                                        | Nombre  | %       | %           |
| --- | ------- | ------- | ----------- |
| Ensemble                                                                                                  | 278     | 100 %   | (100 %)     |
| Industrie manufacturière, industries extractives et autres                                                | 12      | 4,3 %   | (5,3 %)     |
| Construction                                                                                              | 49      | 17,6 %  | (11,7 %)    |
| Commerce de gros et de détail, transports, hébergement et restauration                                    | 96      | 34,5 %  | (22,5 %)    |
| Information et communication                                                                              | 3       | 1,1 %   | (3,6 %)     |
| Activités financières et d'assurance                                                                      | 8       | 2,9 %   | (5,3 %)     |
| Activités immobilières                                                                                    | 6       | 2,2 %   | (5,7 %)     |
| Activités spécialisées, scientifiques et techniques et activités de services administratifs et de soutien | 36      | 12,9 %  | (20,2 %)    |
| Administration publique, enseignement, santé humaine et action sociale                                    | 44      | 15,8 %  | (15,8 %)    |
| Autres activités de services                                                                              | 24      | 8,6 %   | (9,9 %)     |

Le secteur du commerce de gros et de détail, transports, hébergement et restauration est prépondérant sur la commune puisqu'il représente 34,5 % du nombre total d'établissements de la commune (96 sur les 278 entreprises implantées  à Loison-sous-Lens), contre 22,5 % au niveau départemental.

#### Agriculture
La commune est dans l'« Artois », une petite région agricole dans le département du Pas-de-Calais. En 2020, l'orientation technico-économique de l'agriculture  sur la commune est la polyculture et/ou le polyélevage. 
|               | 1988 | 2000 | 2010 | 2020 |
| ------------- | ---- | ---- | ---- | ---- |
| Exploitations | 5    | 1    | 0    | 1    |
| SAU (ha)      | 40   | 1    | 0    | 2    |

Le nombre d'exploitations agricoles en activité et ayant leur siège dans la commune est passé de 5 lors du recensement agricole de 1988 à 1 en 2000 puis à 0 en 2010 et enfin à 1 en 2020, soit une baisse de 80 %. La surface agricole utilisée sur la commune a également diminué, passant de 40 ha en 1988 à 2 ha en 2020 (soit - 95 %). Parallèlement la surface agricole utilisée moyenne par exploitation a baissé, passant de 8 à 2 ha,.

## Culture locale et patrimoine

### Lieux et monuments

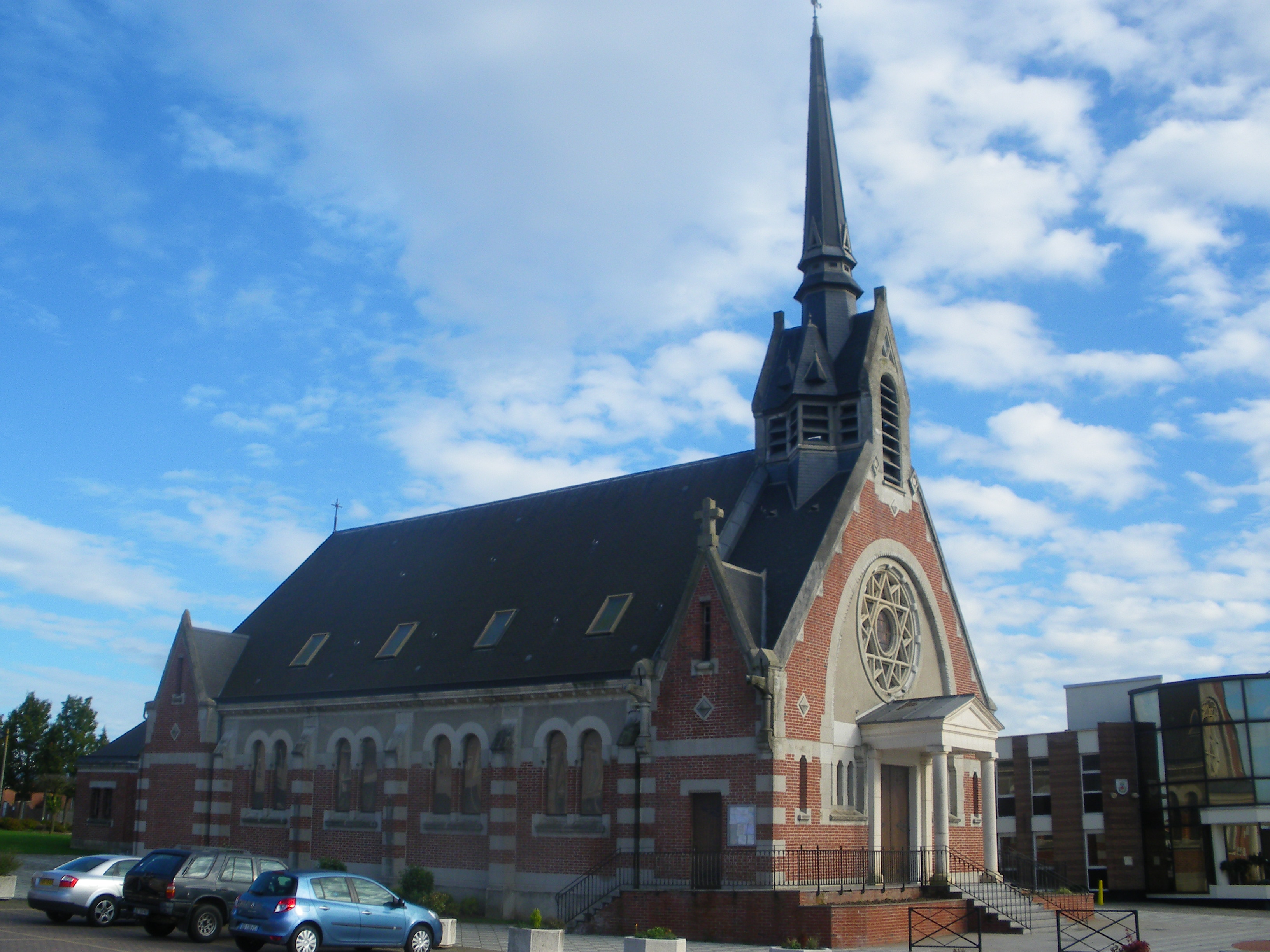
L'église Saint-Vaast.

- L'église Saint-Vaast, reconstruite après la Première Guerre mondiale.
- Les deux monuments aux morts commémorant pour l'un, la guerre franco-allemande de 1870 et pour l'autre, la Première et la Seconde Guerre mondiale[37].
- L'Eden Ranch était une boîte de nuit où sont passés de grands groupes ou artistes The Kinks, les Aphrodite's Child, Titanic, Deep Purple, Johnny Hallyday, Nicoletta, Jimi Hendrix.
- Le marais communal.

### Personnalités liées à la commune
- Louis Bacuez (1820-1892), ecclésiastique, auteur de nombreux ouvrages religieux, né dans la commune.
- François Bourbotte (1913-1972), footballeur du LOSC Lille, champion de France en 1946 et qui donna son nom au bâton de Bourbotte, né dans la commune.

### Héraldique
| Blason de Loison-sous-Lens | Blason  | De gueules à trois clefs d'or mal ordonnées, chaperonné du même; au chef d'azur chargé d'une balance à deux plateaux d'or. Ornements extérieursCroix de guerre 1914-1918 Devise / CriPour bien |
| Blason de Loison-sous-Lens | Détails | Adopté par la municipalité le 18 septembre 1978. |

## Pour approfondir

#### Bases de données, dictionnaires et encyclopédies
- Ressources relatives à la géographie :   - Insee (communes)
  - Ldh/EHESS/Cassini
- Ressource relative à plusieurs domaines :   - Annuaire du service public français
- Notices d'autorité :   - VIAF
  - BnF (données)
  - IdRef